# Memory of the Dead
Memory of the Dead (Originaltitel: La memoria del muerto) ist ein argentinischer Horrorfilm von Valentín Javier Diment aus dem Jahr 2011.

## Handlung
Alicia und Jorge sind glücklich verheiratet. Doch eines Tages stirbt Jorge scheinbar überraschend im Schlaf. 48 Tage später versammelt Alicia Jorges engste Freunde in einem abgelegenen Landhaus. Auf Wunsch von Jorge verliest Alicia eine Beschwörungsformel. Was als eine Art Abschiedszeremonie beginnt, entwickelt sich zu einem Ritual. Die Geister der Verstorbenen erscheinen und suchen ihre Angehörigen heim. So wird eine Frau mit ihrem Vater konfrontiert, der sie als Mädchen sexuell missbrauchte. Die Mutter näht sich währenddessen die Augen zu. 
Schließlich stellt sich alles als Plan von Alicia heraus, um Jorge wieder ins Leben zurückzuholen. Sie muss sechs von Jorges engsten Freunden opfern, die ihn lieben. Die Gäste wählte sie dementsprechend aus. Als nur noch zwei Menschen übrig sind, die diese Bedingung erfüllen, stellt sie im Gespräch mit Hugo fest, dass dieser gar nicht Jorge begehrte, sondern sie. Damit kann das Ritual nicht vollzogen werden. Alicia und einer ihrer Helfer opfern sich schließlich selbst, um Jorge heraufzubeschwören. Dieser entsteigt seinem Grab.
Als Jorge und Hugo aufeinandertreffen, küssen sie sich. Hugo spielte nur den unglücklich in Alicia verliebten, um Jorge für sich alleine zu haben.

## Hintergrund
Der Film hatte seine Premiere am 29. Oktober 2011 auf dem Buenos Aires Rojo Sangre Film Festival. Anschließend wurde er auf diversen Festivals gezeigt. In Argentinien wurde er am 28. März 2013 veröffentlicht. In Deutschland hatte er seine Premiere am 15. Oktober 2016 auf dem Obscura Filmfestival in Berlin. Der Film erschien 2017 in Österreich und der Schweiz über das niederländische Uncut-Label Extreme.

## Rezeption
Außerhalb eines Genre-Publikums ist der Film kaum bekannt. Der Film wurde als Kreuzung eines Giallos mit den Werken von Luis Buñuel beworben, was sich jedoch kaum bestätigte. Zwar gibt es ein paar Elemente des Slasher-Films, jedoch handelt es sich eher um eine Art Geisterfilm mit diversen Splattereffekten. Statt Buñuel steht eher Dario Argentos Suspiria und Sam Raimis Tanz der Teufel II – Jetzt wird noch mehr getanzt Pate. Die meisten Rezensenten beschrieben ihn als einen seltsamen Film, der etwas zu ambitioniert gedreht wurde.